# Cărturești Carusel

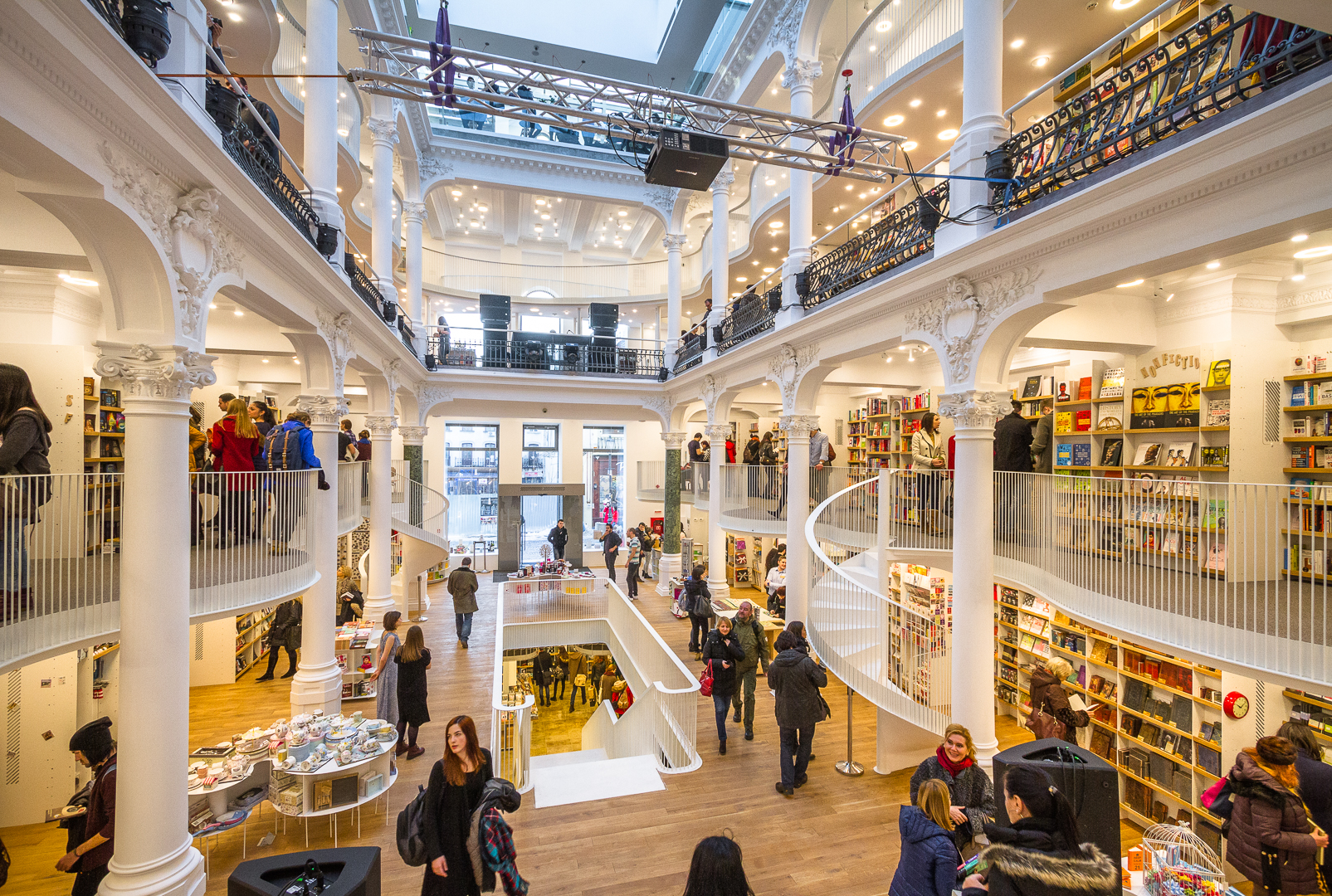
Interior de la librería en el 2015.

Cărturești Carusel (pronunciación en rumano: /kərtureʃti karusel/) es una librería ubicada en el número 55 de la calle Lipscani en la aldea antigua de Bucarest, Rumania.  Su nombre es a veces es traducido como «Carrusel de Luz», sin embargo, Cărturești no significa «luz»; es el nombre de la compañía que es la propietaria de la cadena de librerías. Cărturești se cree que tiene su origen en la palabra cărturar (que significa "hombre educado" o "escolar"), con el sufijo toponómico ești.
El edificio que actualmente alberga la librería fue construido a principios del siglo 20 por la familia de banqueros Chrissoveloni. Durante las primeras décades de existencia del edificio éste albergó la sede del Banco Chrissoveloni, y luego fue convertida, durante la era comunista fue nacionalizado, y el edificio convertido en una tienda de grandes almacenes. Para finales de la década de 1990 y comienzos de los años 2000 la tienda y la estructura entraron en decadencia, hasta el 2015 cuando luego de tras cinco años de restauración fue convertida en la librería.
Desde su apertura se convirtió en una de las principales atracciones turísticas de Bucarest, siendo destacada por su arquitectura interior y amplitud. Su edificio está catalogado como monumento histórico nacional por el gobierno rumano desde el 2010.